# Blackwater (Essex)
Pour les articles homonymes, voir Blackwater.
La Blackwater est un fleuve britannique du Sud-Est de l'Angleterre. D'une longueur de 70 km, il se jette dans la mer du Nord.

## Géographie
Le fleuve traverse le comté d'Essex, passant par Braintree, Bradwell, Coggeshall, Witham et Maldon, avant de se jeter dans la mer du Nord. 
La Blackwater ne prend ce nom qu'à partir du village de Bocking. En amont de ce point, le fleuve a pour nom Pant.

### Île d'Osea

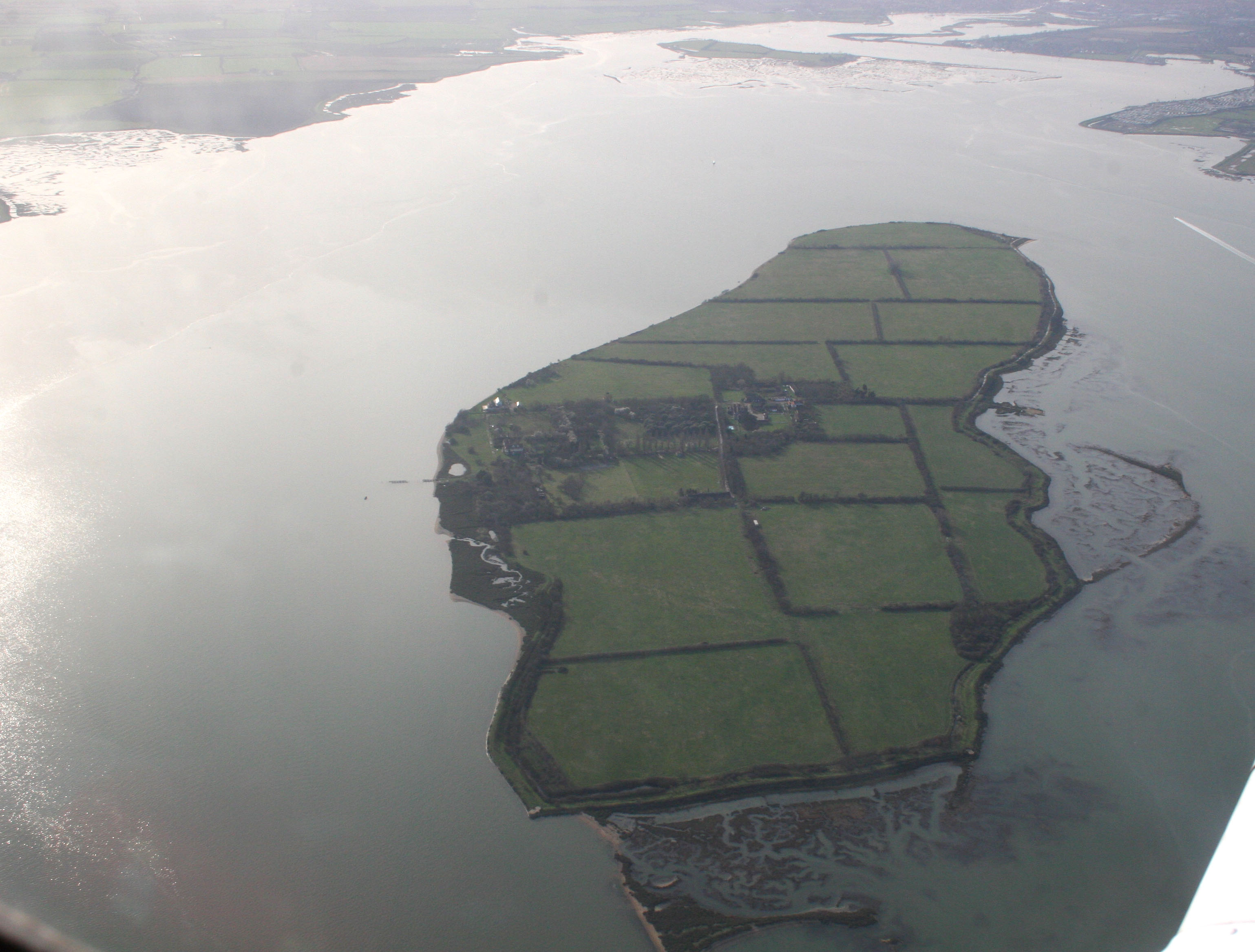
L'île d'Osea, dans l'estuaire de la Blackwater.

L'île d'Osea (Osea Island) est située dans l'estuaire de la Blackwater, au nord-est de Steeple en Essex, au nord-est de Southminster.

## Histoire
L'une des batailles les plus connues des Vikings en Grande-Bretagne, la bataille de Maldon, a lieu exactement à côté du fleuve, en 991, où les Vikings remportent une brillante victoire contre les Anglo-Saxons.
La Blackwater procure du poisson et des huîtres aux habitants de Maldon au temps de l'occupation des lieux par l'Empire romain. Des vestiges de pièges à poissons des Saxons sont retrouvés dans le fleuve dans les années 1990.
Pendant l'hiver 1776, la « Blackwater » est gelée de Maldon à l'île d'Osea (Osea island), sur une distance de 6,5 km. La glace piège les pêcheurs et les bateaux de transport. Toute importation de charbon, huile et laine vers Maldon est impossible.
En 1793, la compagnie « Chelmer and Blackwater Navigation » est créée par arrêt du Parlement. Dans les quatre années qui suivent, la compagnie crée un service de navigation entre Chelmsford et l'estuaire de la « Blackwater » à Colliers Reach, à l'endroit maintenant appelé Heybridge Basin (après le canal du bassin).
Les bourgeois de Maldon refusent la traversée de leur ville au canal. Alors, la compagnie le fait passer juste à côté. C'est la raison pour laquelle il s'arrête juste à Colliers Reach, plutôt qu'à Maldon. De Chelmsford, la navigation suit principalement le cours de la rivière Chelmer jusqu'à Beeleigh, près de Maldon. Après, elle emprunte le cours de la « Blackwater » jusqu'à Heybridge, et de là, via un canal jusqu'au bassin de Colliers Reach.
Un barrage relie le fleuve Blackwater à Heybridge, et a fait tourner un moulin. Le moulin d'Heybridge a été détruit après une forte inondation en 1953, la maison du meunier est encore debout.
Le fleuve (connu ici sous le nom d'Heybridge Creek) est endigué entre Heybridge Hall et la mare de Potman, en 1954, au cours d'un programme d'essais de lutte contre les inondations. La plus grande partie de l'eau descendant la « River Blackwater » traverse aujourd'hui le barrage de Beeleigh et la partie soumise aux marées de Chelmer avant de rejoindre la Blackwater juste dessous le Hythe à Maldon.
En 1865, le HM Government signe le Maldon Harbour Act qui décide la construction d'un quai sur la rive sud d'Heybridge Creek sur des terrains appartenant à la compagnie du Great Eastern Railway. Cela améliore les chenaux des rivières Chelmer et Blackwater,.
Un pont médiéval de 5 arches sur la Blackwater, à Heybridge (duquel le village tient son nom) est remplacé en 1870 par un autre de 2 arches Ce pont était au nord-est de Causeway, à sa jonction avec Heybridge Street et Holloway Road.